# Guioa acuminata
Guioa acuminata là một loài thực vật thuộc họ Sapindaceae. Đây là loài đặc hữu của Philippines.